# Test ácido
El test ácido (también denominado como prueba ácida, prueba de ácido o liquidez seca) es uno de los índices de liquidez frecuentemente usado como  indicador de la solvencia de la empresa a corto plazo o capacidad de la empresa para hacer frente a sus obligaciones corrientes.
Un primer índice extendido de la liquidez de la empresa es la denominada razón corriente (ratio de liquidez) que compara el activo corriente (circulante) con el pasivo corriente que son las partidas de más corto plazo del balance.. 
El test ácido va más allá y trata de ser más preciso y no cuenta las existencias dentro de los activos líquidos, en tanto en cuanto por su naturaleza tienen una menor liquidez y su liquidación de forma apresurada puede conllevar pérdidas cuantiosas.  Computa los saldos de efectivo, sus cuentas  por cobrar, sus inversiones temporales y algún otro activo de fácil liquidación, sin tocar los inventarios.
Para el caso de las empresas de servicios, donde los inventarios son bastante reducidos, los valores numéricos de la prueba ácida y de la razón corriente son prácticamente iguales.

## Expresión matemática
Matemáticamente, se formula de la siguiente manera:

{\displaystyle {\mbox{Test ácido}}={{\mbox{Activo circulante}}-{\mbox{Existencias}} \over {\mbox{Pasivo circulante}}}}
En la medida que los componentes del activo corriente son existencias, cuentas a cobrar (realizable) y disponible, se puede reescribir:

{\displaystyle {\mbox{Test ácido}}={{\mbox{Disponible}}+{\mbox{Realizable}} \over {\mbox{Pasivo circulante}}}}